# Krimmelské vodopády
Krimmelské vodopády (německy Krimmler Wasserfälle) tvoří vodní kaskáda na říčce Krimmler Ache v Národním parku Vysoké Taury v Rakousku. Její vody se vlévají do Salzachu a po průtoku regionem Pinzgau (dnešní okres Zell am See) míří k Salcburku. Svým průtokem a především celkovou výškou 385 m patří k nejkrásnějším vodopádům v Evropě. Leží na jižním okraji obce Krimml, kam se lze ze Salcburku dopravit autobusovou linkou.
Krimmler Ache je typický ledovcový tok. 12,2 % z její spádové oblasti (109,9 km²) je pokryto ledovcem. Množství vody protékající korytem se mění nejen v průběhu roku (v červnu a červenci dosahuje cca 5,6 m³/s, zatímco v únoru pouze necelých 0,2 m³/s), ale i během dne. Nejvyššího průtoku dosahuje mezi 21. a 24. hodinou, neboť k překonání vzdálenosti 18 km od paty ledovce k hraně prvního stupně vodopádu potřebuje 9–12 hodin. Rekordní průtok byl zaznamenán 25. srpna 1987, kdy zde vodní živel narostl až na 180 m³/s.
Podél vodopádů, které spadají do údolí ve třech stupních (140 m, 100 m a 145 m), se vine zpevněná turistická stezka, která na zhruba 4 km překonává převýšení 380 m (leží v nadmořské výšce 1070–1450 m). Během výstupu (1 ¼ hodiny) čeká návštěvníka 11 zastávek s výhledy na mohutné vodní kaskády: Kürsinger Platz 1070 m, Riemann Kanzel 1110 m, Regen Kanzel 1150 m, Sendtner Kanzel 1170 m, Jung Kanzel 1210 m a Jaga Sprung 1220 m (dolní stupeň); Bergersteig 1245 m a Schőnangerl 1306 m (střední stupeň); Staubige Reib 1330 m, Bergerblick 1390 m a Schettkanzel 1460 m (horní stupeň). Při vstupu se platí 8,00 € (2023).
Trasa podél vodopádů byla známa již od vrcholného středověku, kdy se využívala jako obchodní stezka mezi Itálií a zaalpskými zeměmi, kudy proudila alpská sůl výměnou za jiné výrobky. Turisticky začala být zajímavou po roce 1835, kdy bylo na levém břehu řeky vybudováno schodiště na vrchol nejnižšího z pater vodopádů.
Dnešní vyhlídková trasa vznikla v r. 1901, kdy po dokončení Pinzgauské železnice sem začaly proudit davy návštěvníků. Vybudování cesty měla v gesci Warnsdorfská sekce Rakouského alpského spolku.
Studie salcburské Paracelsus Medizinische Privatuniversität přisuzuje místnímu klimatu blahodárné účinky na dýchací potíže a astma.

## Galerie

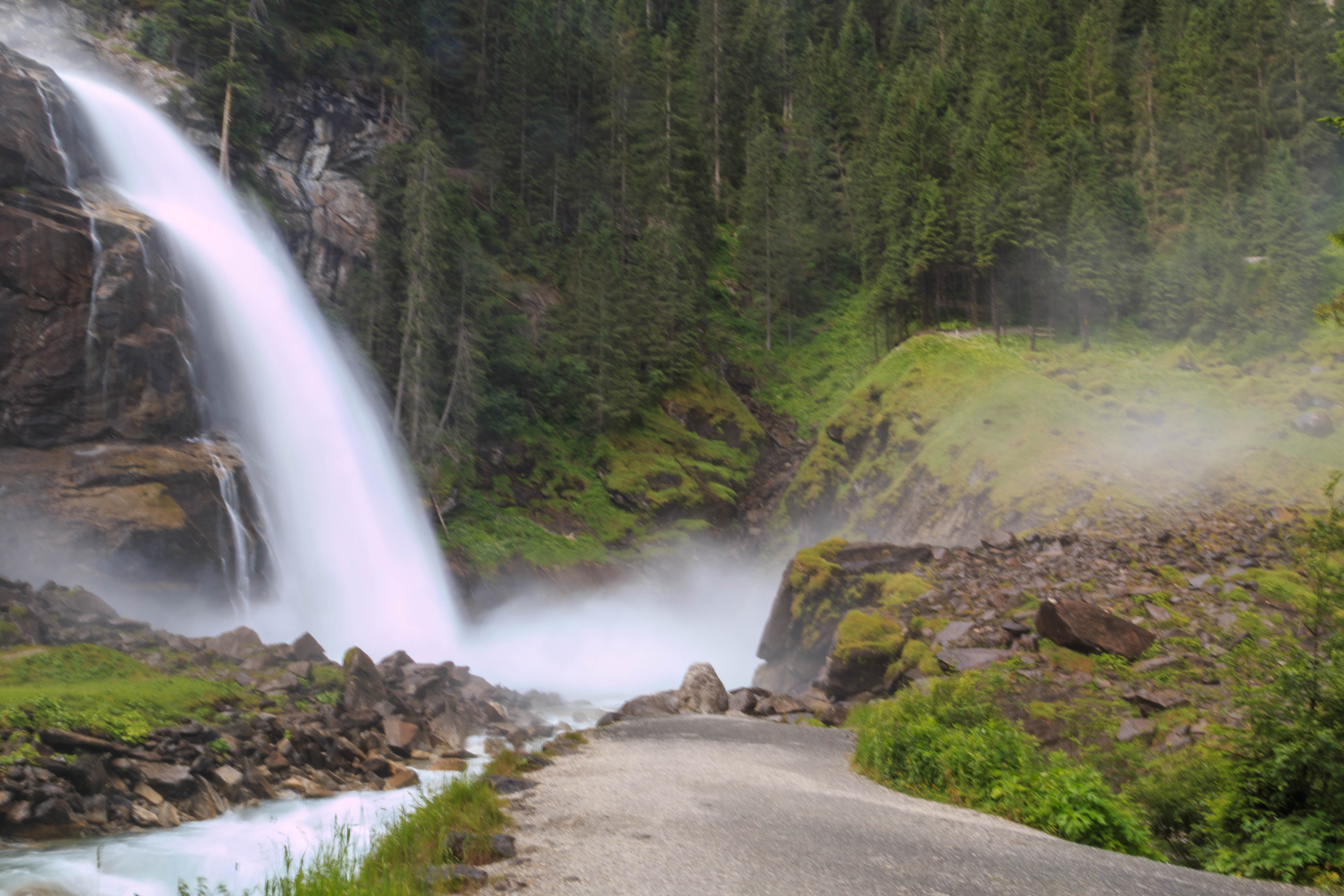
Spodní stupeň
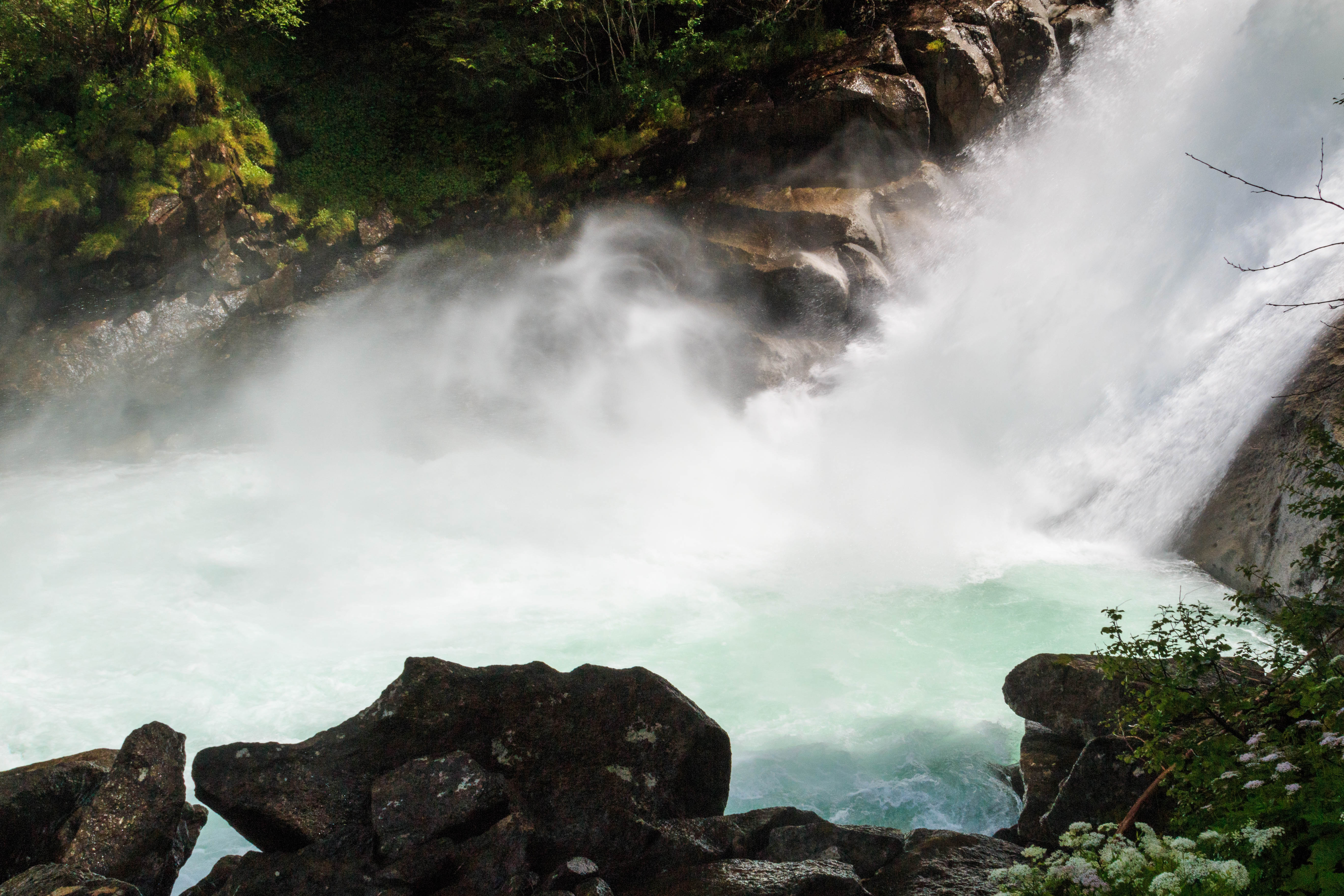
Střední stupeň
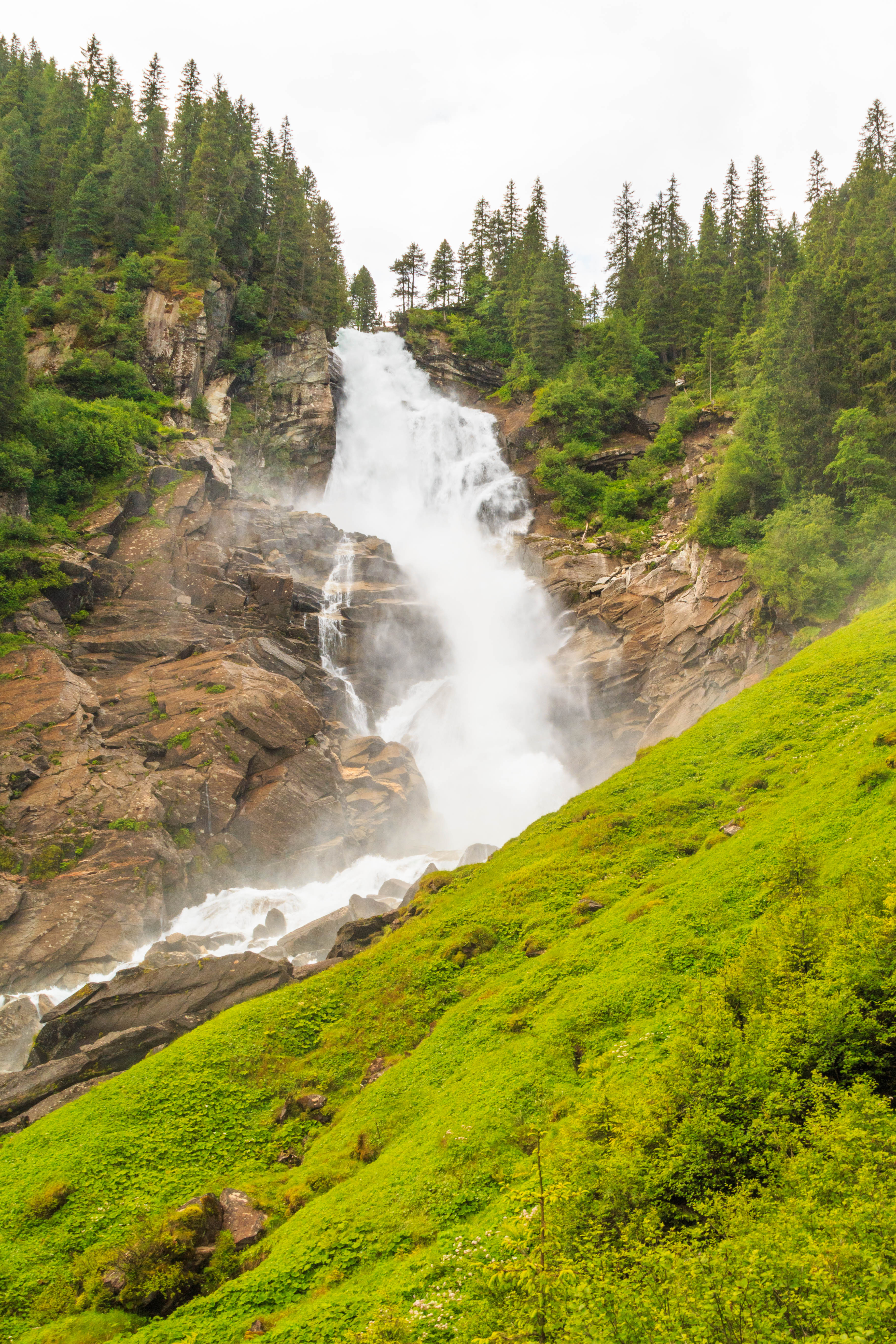
Horní stupeň